# 薯寮溪
薯寮溪，原名蕃薯寮溪，位於台灣東部之縣市管河川，幹流長度5.00公里，流域面積10.13平方公里，分佈於花蓮縣豐濱鄉、壽豐鄉。發源於壽豐鄉水璉村六階鼻山東側，先向東南流，於芳寮（蕃薯寮）匯集另一支流後，蜿蜒轉向東流，最終於豐濱鄉交界處注入太平洋，於台11線十八號橋處有著名的峽谷地形（遺勇成林）。